# Seosin-dong
Seosin-dong (koreanska: 서신동) är en stadsdel i staden Jeonju i provinsen Norra Jeolla  i den centrala delen av Sydkorea, 190 km söder om huvudstaden Seoul. Den ligger i stadsdistriktet Wansan-gu.